# Mimudea planalis
Mimudea planalis là một loài bướm đêm trong họ Crambidae.